# Doğanyuva, Şebinkarahisar
Doğanyuva là một xã thuộc huyện Şebinkarahisar, tỉnh Giresun, Thổ Nhĩ Kỳ. Dân số thời điểm năm 2011 là 80 người.